# Carl von Gontard

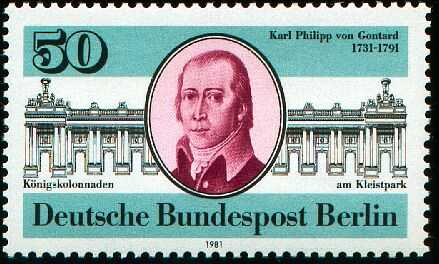
Frimärke från 250-årsminnet
av Carl von Gontards födelse
(Deutsche Bundespost Berlin 1981)

Carl Philipp Christian von Gontard, född 13 januari 1731 i Mannheim, död 23 september 1791 i Breslau, var en tysk arkitekt.
Gontard tjänstgjorde hos Fredrik II av Preussen och utförde monumentala byggnadsverk i Berlin och Potsdam.

## Verk i urval
- Slottsarbeten i Bayreuth
- Flera bostadshus i Bayreuth, t.ex. Hofapotheke, Schlosskirches nuv. prästgård, samt i Potsdam och Berlin
- Militärwaisenhaus i Potsdam
- Tornen på Deutscher Dom och Französischer Dom i Berlin
- Rosenthaler Tor i Berlin
- Spittelkolonnaden och Königskolonnaden i Berlin
- Freundschaftstempel och Antikentempel i Sanssoucis slottspark, Potsdam
- Marmorpalais, Potsdam.
- Oranienburger Tor i Berlin
- Inre fasaden av Brandenburger Tor i Potsdam
- St.-Bartholomäus-Kirche i Bindlach, med Rudolf Heinrich Richter